# مارك كوريغان
مارك كوريغان (بالإنجليزية: Mark Corrigan)‏ هو لاعب قذف أيرلندي، ولد في 1960 في Kinnitty ‏ في جمهورية أيرلندا.